# Embraer Lineage 1000
El Embraer Lineage 1000 es una variante del Embraer 190 lanzada como avión privado el 2 de mayo de 2006. Fabricado por la empresa aeronáutica brasileña Embraer, el Lineage es un avión ejecutivo "extralargo" con capacidad para 19 pasajeros, todos ellos con lujosos asientos.

## Detalles

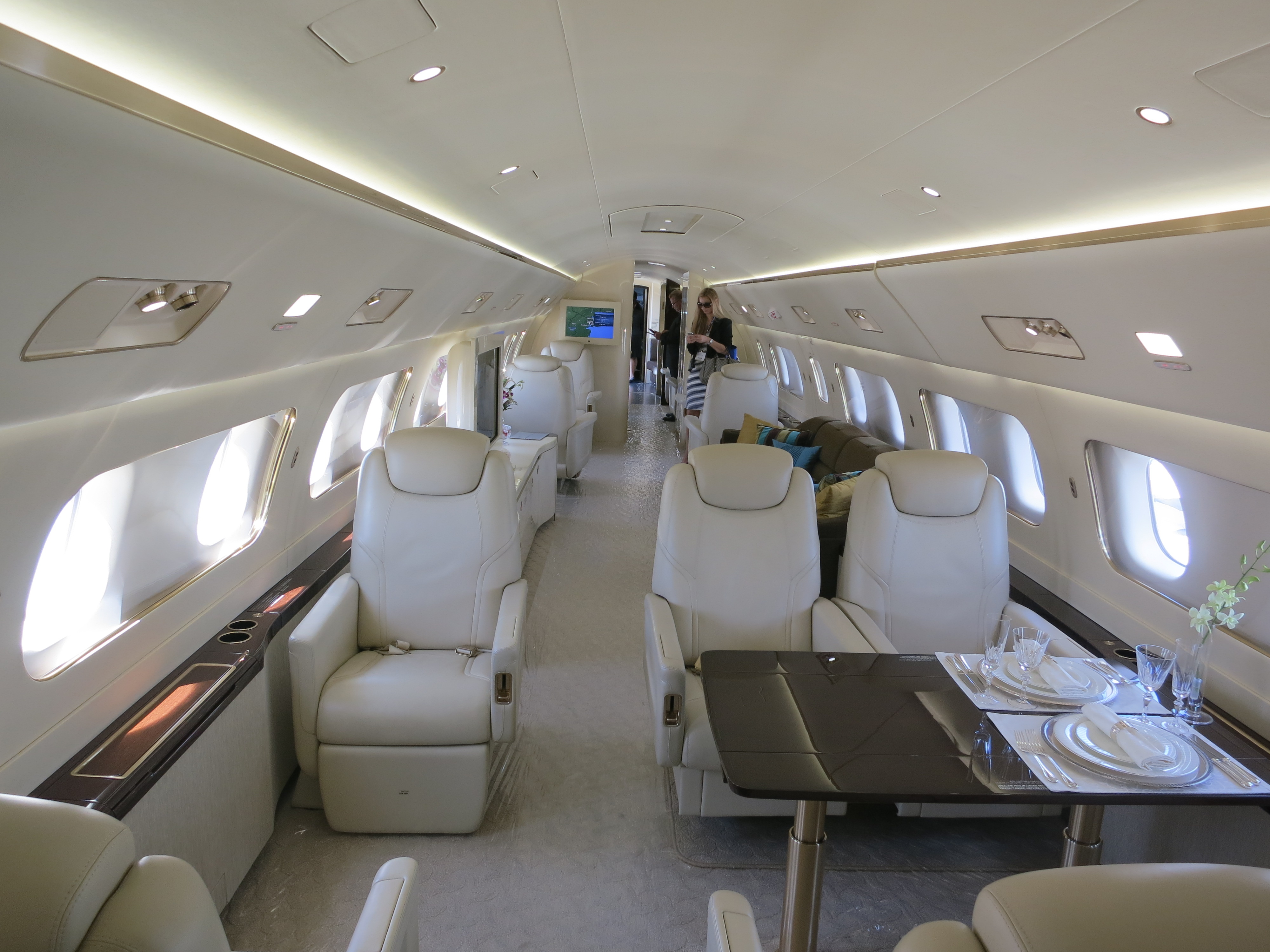
Cabina principal

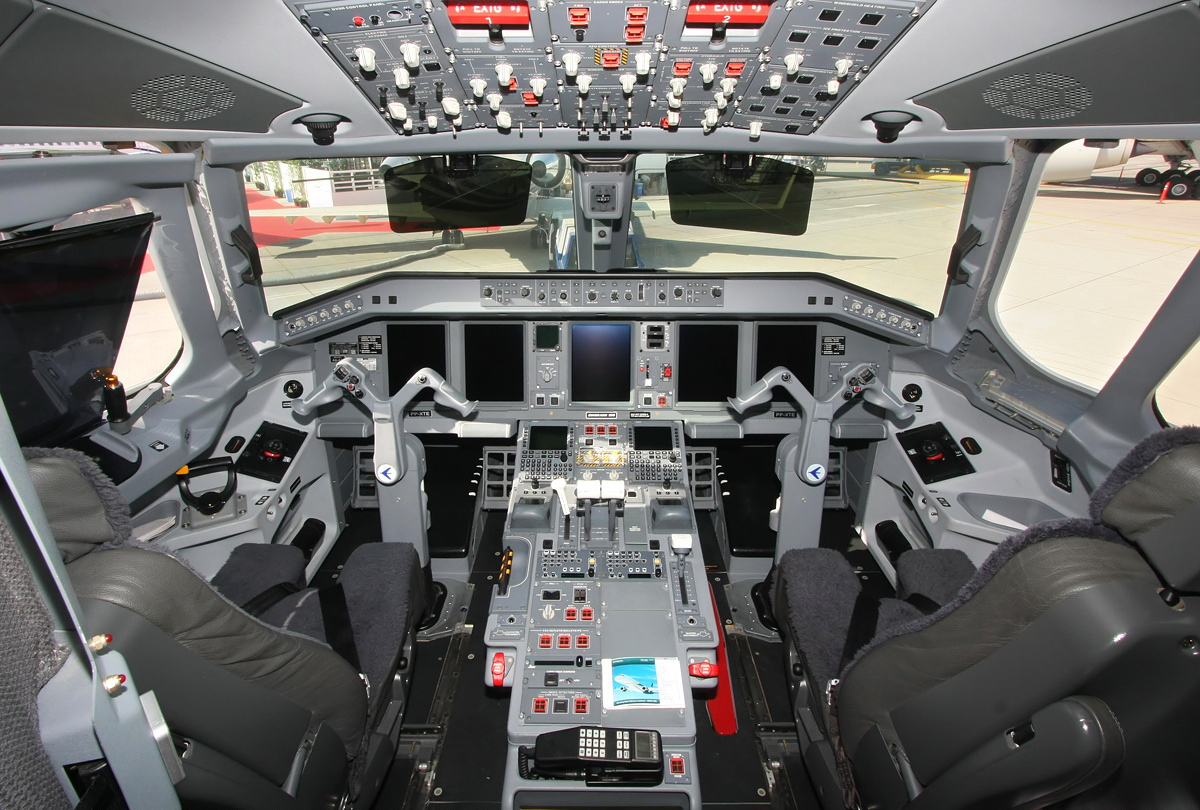
Cabina de mando

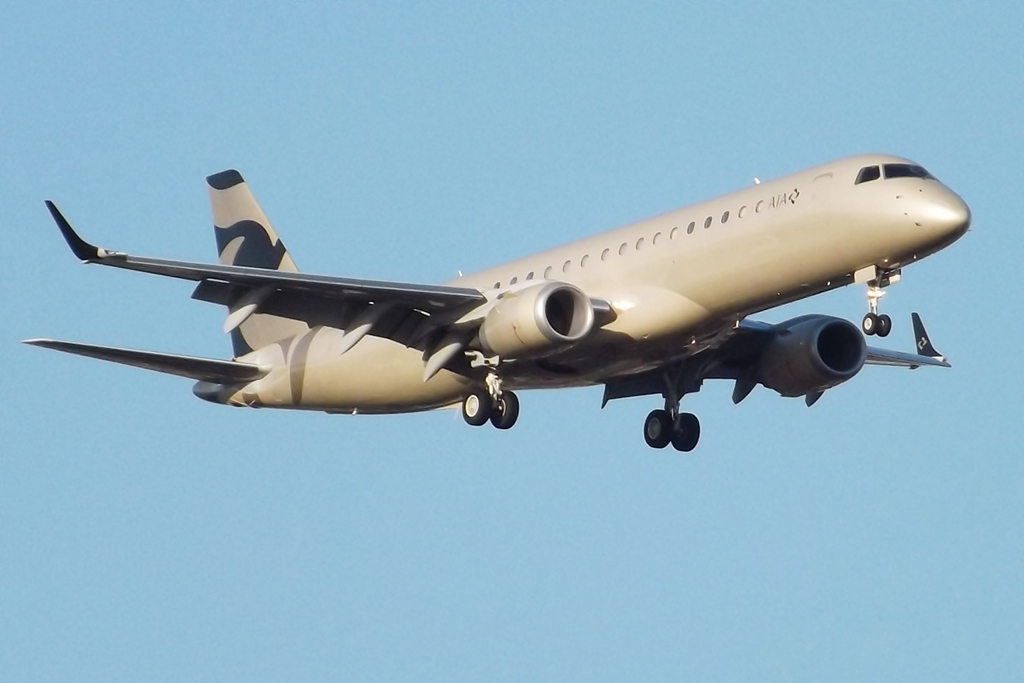
En vuelo con el tren de aterrizaje extendido

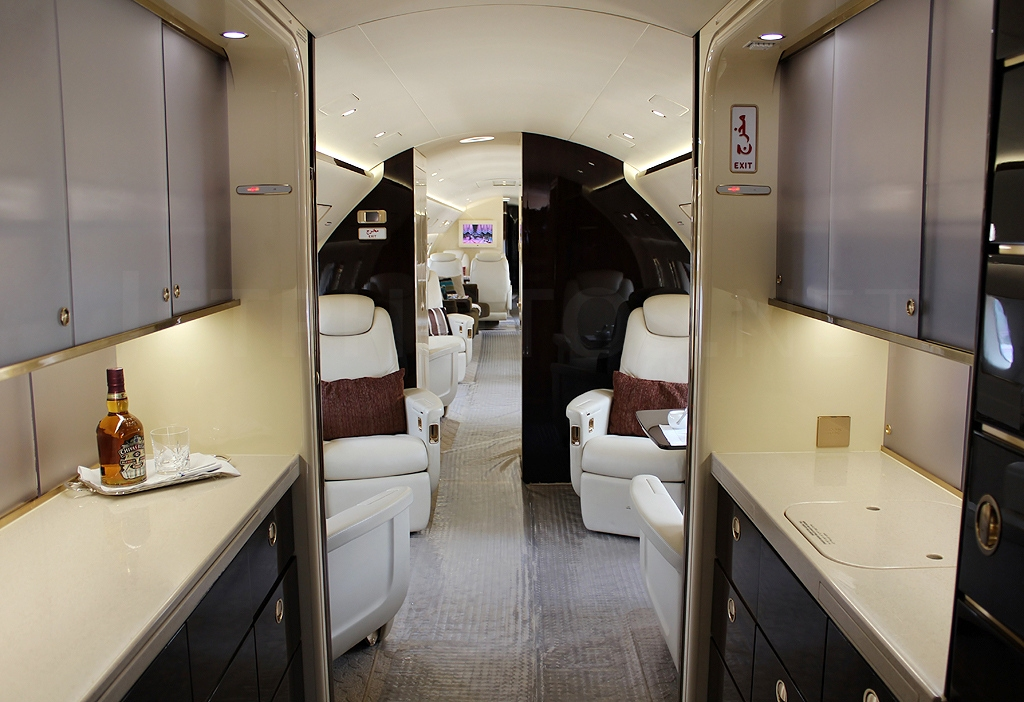
Vista desde la galera hacia la popa

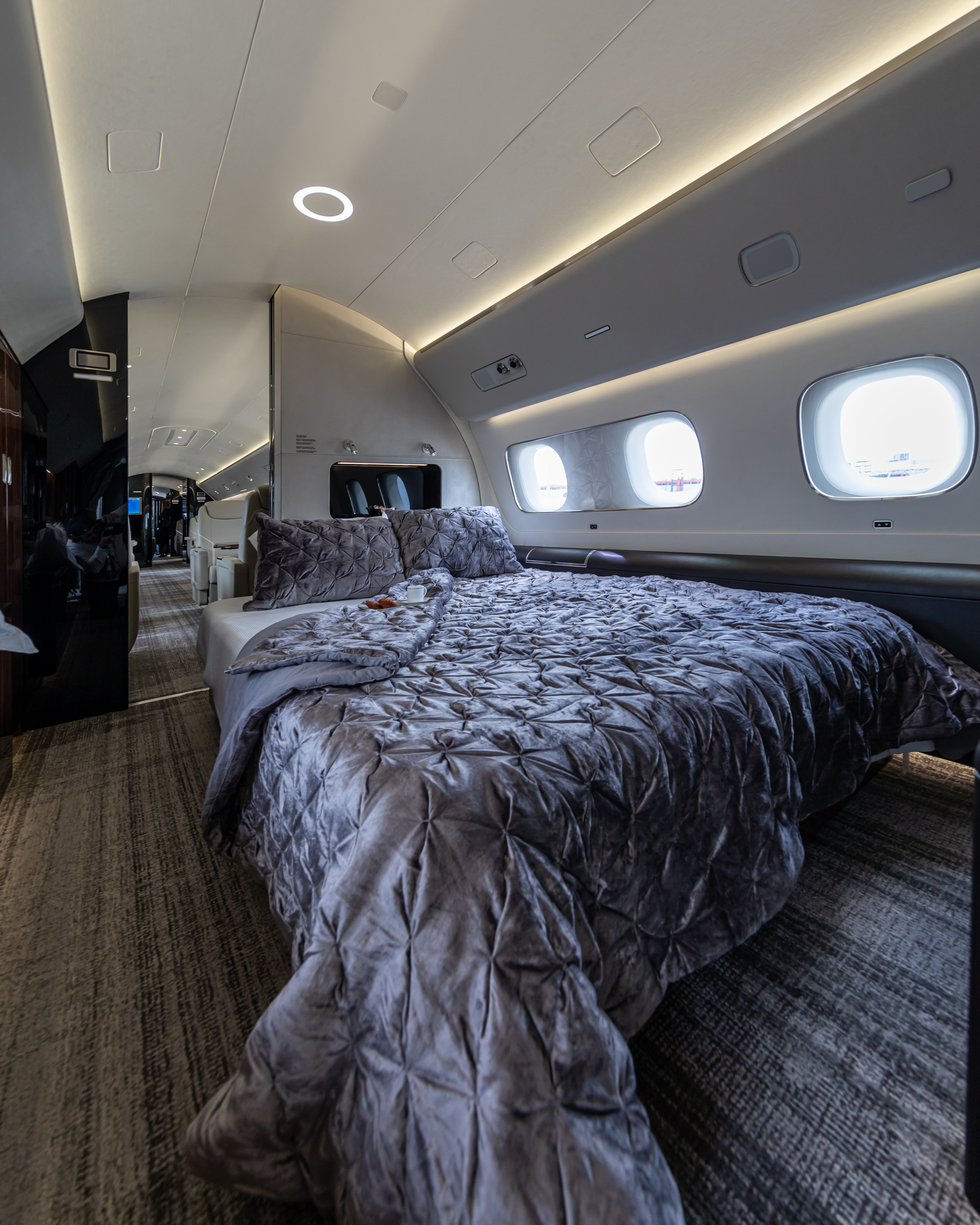
Dormitorio en suite

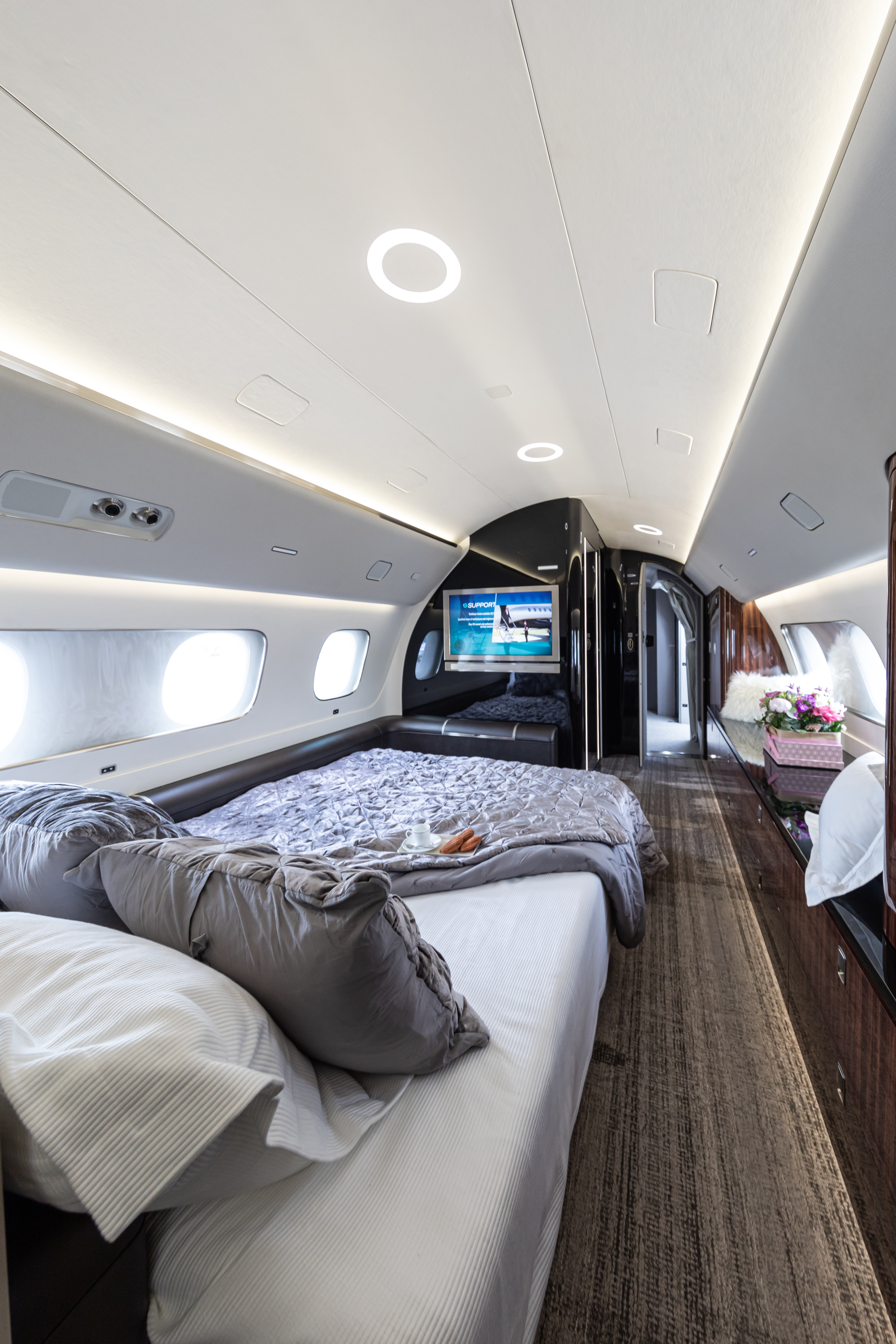
Vista de la suite hacia su baño, bodega privada, y puerta trasera

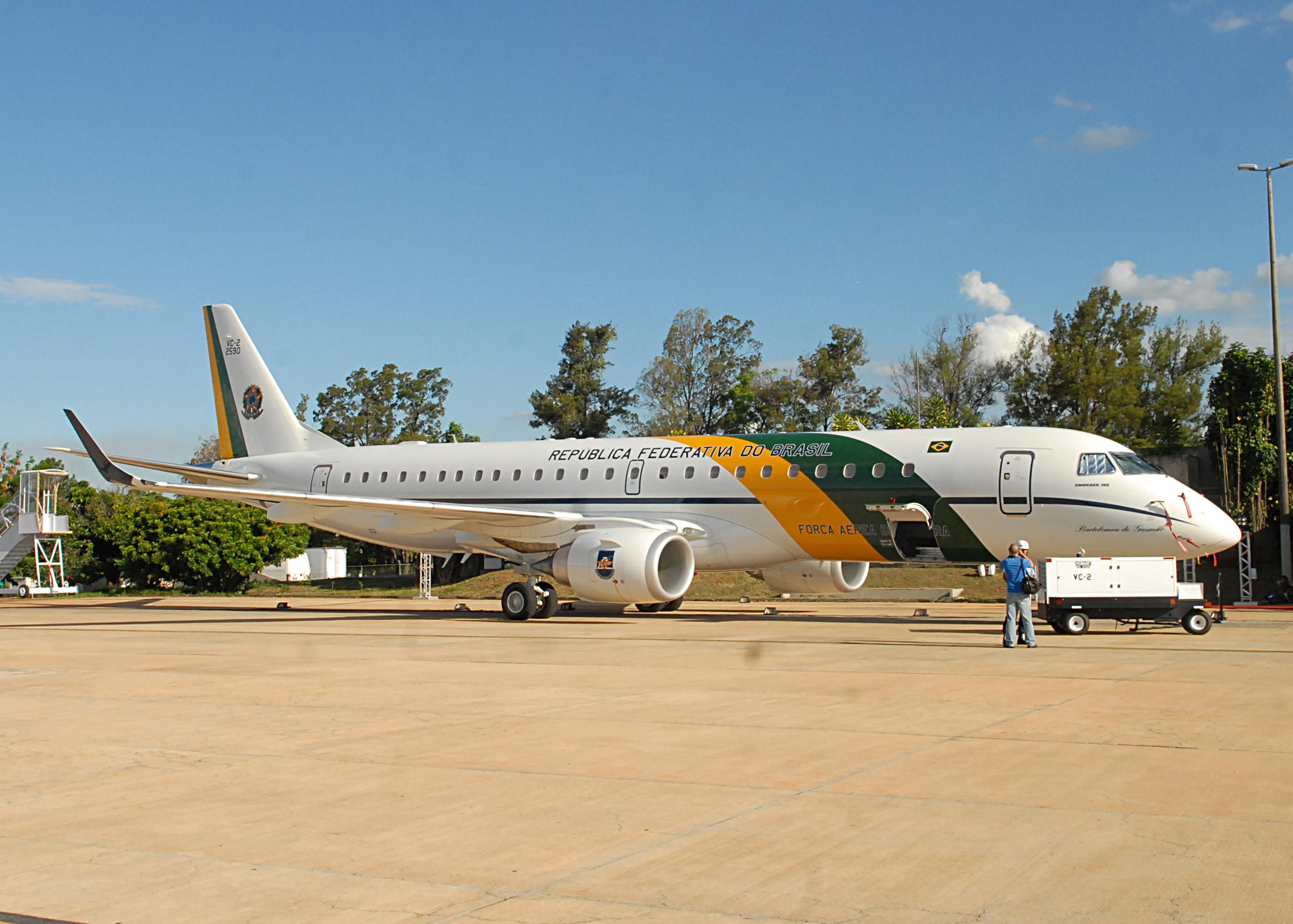
Avión presidencial de Brasil

El Lineage se basa principalmente en el exitoso avión de pasajeros E-190 de Embraer. La gran diferencia del Lineage es el depósito de combustible añadido en la zona inferior de carga, que permite doblar el alcance del aparato. El reactor también dispone de un lujoso interior, dividido en 5 secciones incluyendo una habitación opcional, lavabo con agua (no químico) y una zona para caminar en la parte trasera de la zona de carga. Otro punto destacado es el mayor fuselaje respecto a otros aviones ejecutivos, como el Gulfstream V o el Bombardier Global Express. El Lineage sólo es superado en espacio disponible por las versiones ejecutivas del Boeing 737 y el Airbus A320, es decir, el Boeing Business Jet y el Airbus CJ.

## Componentes
Estados Unidos

### Electrónica
| Sistema                               | País                      | Fabricante            | Notas                  |
| ------------------------------------- | ------------------------- | --------------------- | ---------------------- |
| Redes de datos                        |                           |                       | ARINC 429, CAN         |
| Sensores inteligentes multifunción    | Bandera de Estados Unidos | UTC Aerospace Systems | 2 pares de SmartProbes |
| Sistema integrado modular de aviónica | Bandera de Estados Unidos | Honeywell             | Primus Epic            |
| CPUs del Primus Epic (original)       | Bandera de Estados Unidos | Intel                 | Pentium II             |
| CPUs del Primus Epic (opción 2020)    | Bandera de Estados Unidos | Intel                 | Pentium M              |
| TAWS                                  | Bandera de Estados Unidos | Honeywell             | EGPWS                  |
| RAAS (opción)                         | Bandera de Estados Unidos | Honeywell             | EGPWS                  |
| Advanced RAAS (opción 2020)           | Bandera de Estados Unidos | Honeywell             | EGPWS                  |
| ACAS II (opción)                      | Bandera de Estados Unidos | ACSS                  | TCAS 3000              |
| ACAS II (opción)                      | Bandera de Estados Unidos | Honeywell             |                        |

### Propulsión
| Sistema | País                      | Fabricante       | Notas        |
| ------- | ------------------------- | ---------------- | ------------ |
| Motor   | Bandera de Estados Unidos | General Electric | 2 × CF34-10E |

## Variantes
- Lineage 1000
- Lineage 1000E

## Entregas
| Año                  | 2009 | 2010 | 2011 | 2012 | 2013 | 2014 | 2015 | 2016 | 2017 | 2018 | 2019 | 2020 | Total |
| -------------------- | ---- | ---- | ---- | ---- | ---- | ---- | ---- | ---- | ---- | ---- | ---- | ---- | ----- |
| Cantidad de entregas | 5    | 5    | 3    | 2    | 4    | 3    | 3    | 2    | 1    | 0    | 0    | 0    | 28    |

## Especificaciones

### Características generales
- Tripulación: 3 (piloto, copiloto, azafata opcional)
- Pasajeros: 19
- Longitud: 36,24 m (118 pies 11 pulgadas)
- Envergadura: 28,50m (94 pies 3 pulgadas)
- Altura: 10,28 m (34 pies 7 pulgadas)
- Peso máximo al despegue: 55000 kg (121252 lb)
- Motores: 2x turbofán General Electric CF34-10E, con un empuje de 82,3 kN (18500 lbf) cada uno

### Prestaciones
- Velocidad máxima: 890 km/h (481 nudos, Mach 0.82)
- Alcance: 8149 km.
- Techo de vuelo: 12496 m (41000 pies)
- Relación empuje-peso: 0.41:1

## Operadores

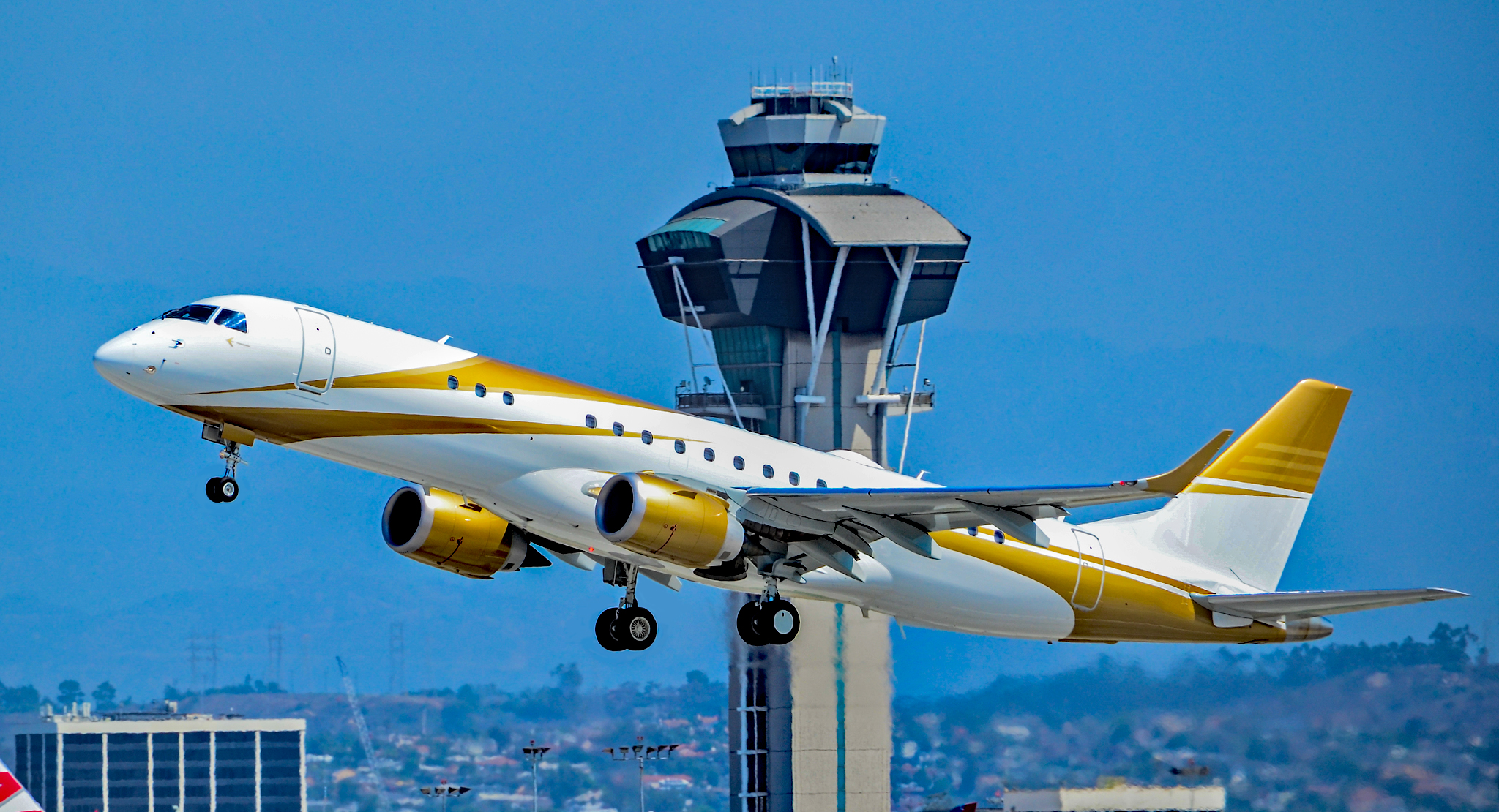
Lineage 1000 del MGM Mirage

### América
- Venezuela, Avión presidencial (encubierto).[10]

### Europa
Malta
- Comlux Malta (1)[11]

AIR X CHARTER